# Przewiercień okrągłolistny
Przewiercień okrągłolistny (Bupleurum rotundifolium L.) – gatunek rośliny z rodziny selerowatych. Występuje w południowej i środkowej Europie, w północno-zachodniej Afryce oraz południowo-zachodniej Azji. Jako gatunek introdukowany rośnie w północnej Europie, na Syberii i Dalekim Wschodzie, w południowej Afryce oraz we wschodniej i środkowej części Ameryki Północnej. W Polsce ma status ustępującego archeofitu. Występuje głównie w pasie wyżyn, zwłaszcza na południowym wschodzie, poza tym na Przedgórzu Sudeckim, Nizinie Śląskiej i na pojedynczych stanowiskach koło Zielonej Góry i na północ od Bydgoszczy.
Gatunek wyróżnia się wśród innych śródkowoeuropejskich przewiercieni liśćmi zupełnie obrastającymi łodygę.

## Morfologia

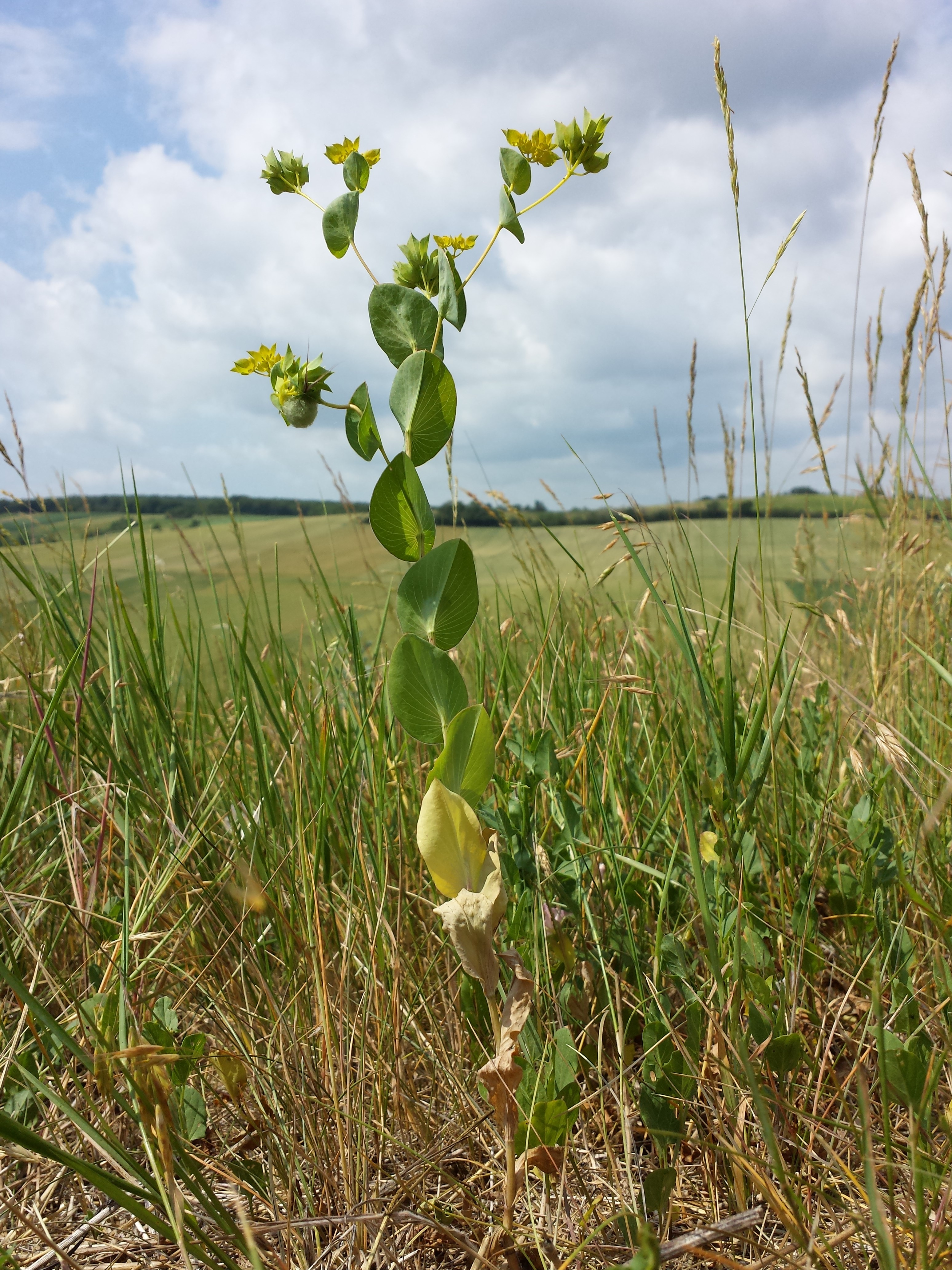
Pokrój

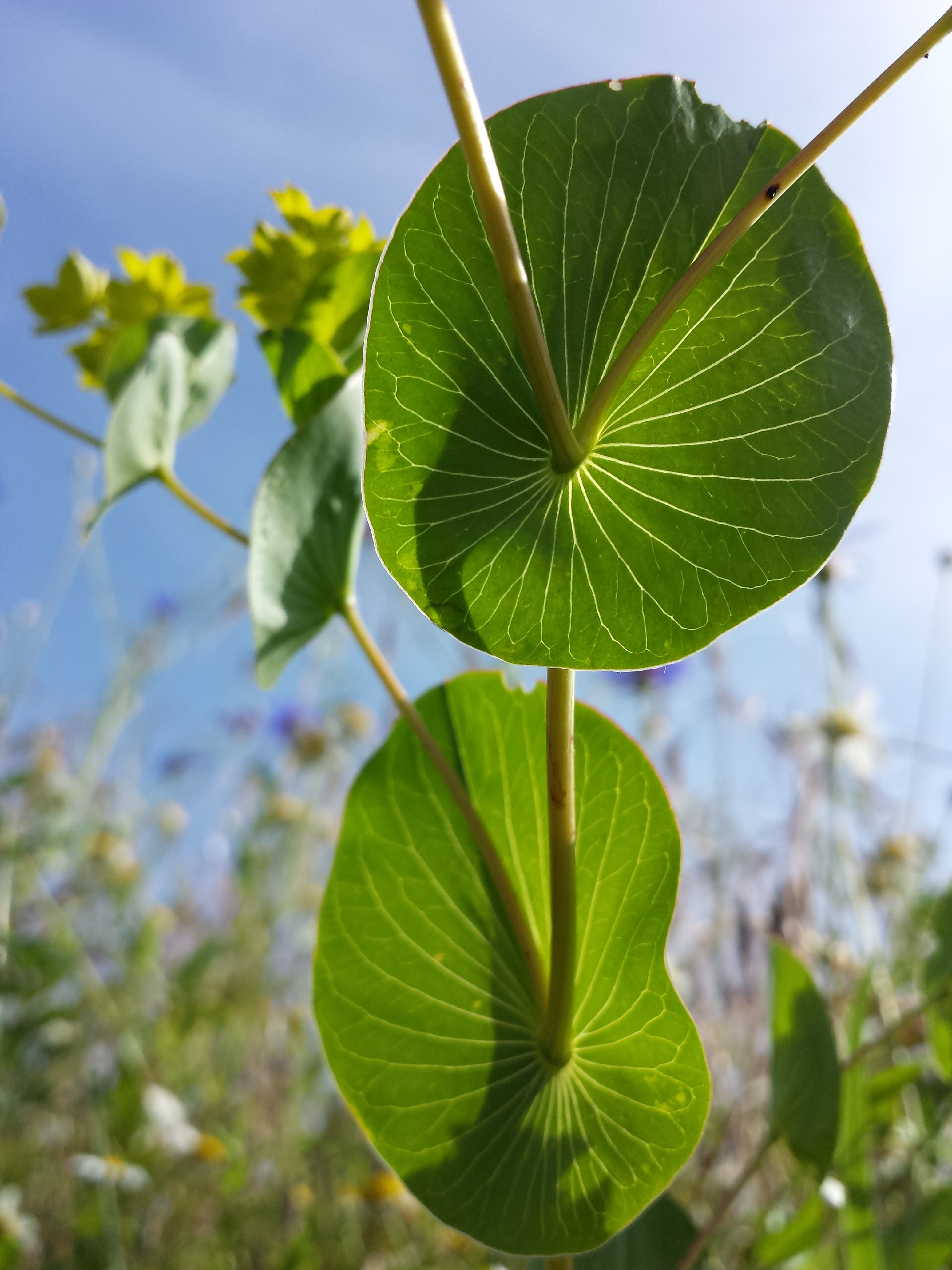
Liście obrastające łodygę

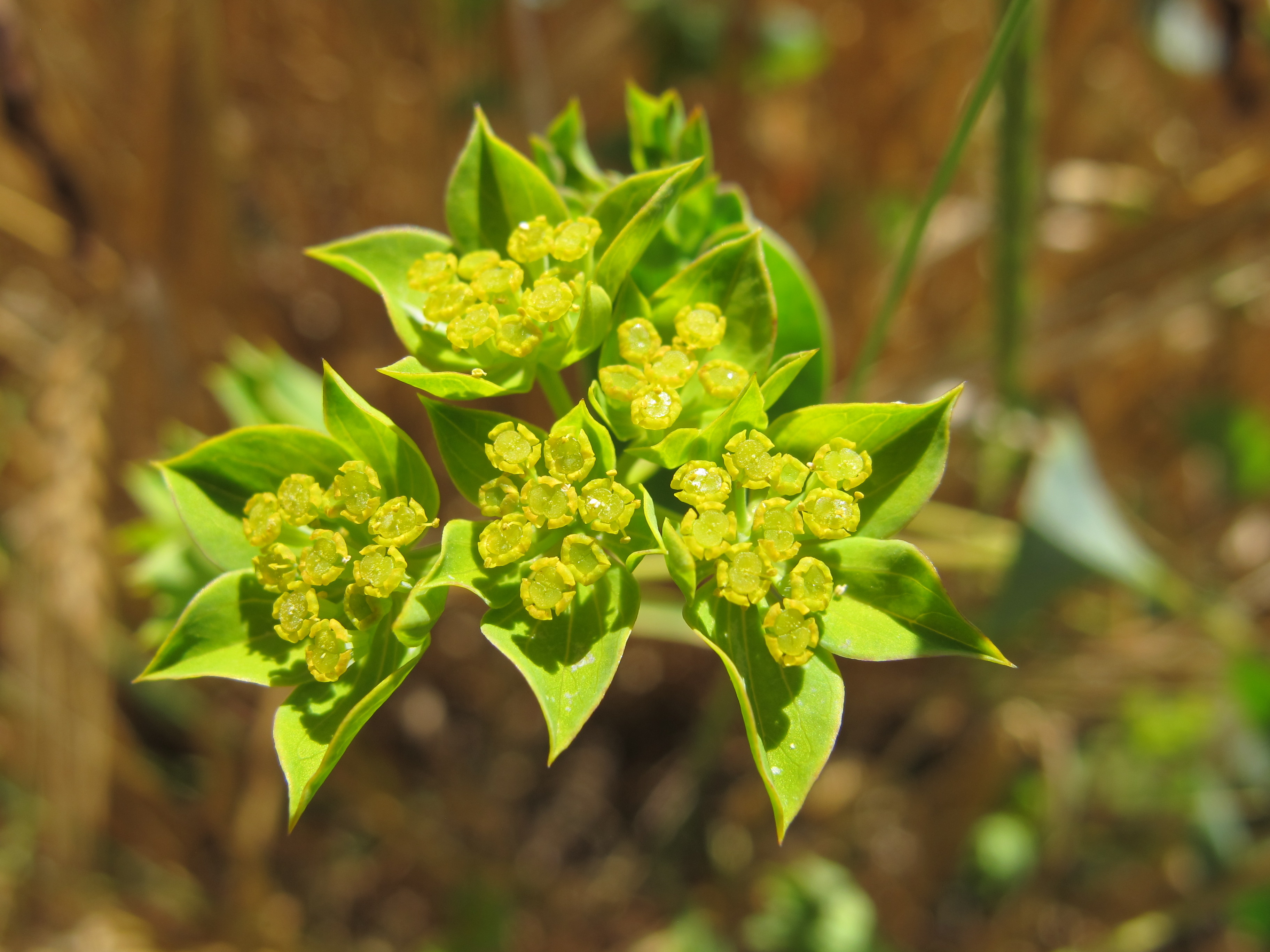
Kwiatostan

PokrójRoślina zielna z cienkim, wrzecionowatym korzeniem. Łodyga osiąga od 10 do 75 cm wysokości, rozgałęzia się zwykle w górnej części, jest obła, słabo prążkowana, bywa czerwono nabiegła.
LiścieNiepodzielone, całobrzegie, obrastające nasadą blaszki łodygę dookoła. Dolne liście są odwrotnie jajowate, silniej wydłużone, górne są jajowate i najwyższe bywają okrągławe (występuje znaczna zmienność kształtu liści, czasem są bardziej jajowate, czasem silniej wydłużone). Zawsze wszystkie są wielonerwowe (7–13 wiązek przewodzących).
KwiatyZebrane po 10–12, rzadko więcej, w baldaszki, a te po 2–10, rzadko więcej, w baldachy złożone, których szypuły mogą być obłe lub kanciaste. Pokryw brak. Pokrywki są jajowate, zaostrzone, w liczbie 3–6, dłuższe od szypułek baldaszków. Ząbki kielicha są zupełnie zredukowane. Płatki korony są żółte szersze niż dłuższe (do 1 mm szerokości i ok. 0,6 mm długości), czterokątne do okrągławych.
OwoceElipsoidalne lub nieco jajowate rozłupki długości ok. 3 mm. Są podłużnie żebrowane, ale żebra cienkie, nitkowate, stąd owoce na przekroju niemal półkoliste.

## Biologia i ekologia
Roślina jednoroczna. Rośnie jako chwast w uprawach zbóż i na ugorach. Kwitnie od czerwca do sierpnia. Gatunek charakterystyczny zespołu Caucalido-Scandicetum.

## Zagrożenia i ochrona
Roślina umieszczona na Czerwonej liście roślin i grzybów Polski (2006) pośród gatunków wymierających, krytycznie zagrożonych (kategoria zagrożenia E). W wydaniu z 2016 roku otrzymała kategorię EN (zagrożony). Tę samą kategorię posiada w Polskiej czerwonej księdze roślin.